# Сурин, Пётр Васильевич
Пётр Васи́льевич Су́рин (16 января 1906, с. Николо-Пестровка, Инсарский уезд, Пензенская губерния, Российская империя — 3 ноября 1983, Москва, РСФСР) — советский государственный деятель, министр коммунального хозяйства РСФСР (1951—1961).

## Биография
Член ВКП(б) с 1929 г. В 1932 г. окончил Курсы при Промышленной академии.
До 1931 г. работал мастером, заведующим цехом стекольного завода 1932—1934 гг. — заместитель директора стекольного завода «Красный гигант» (с. Николо-Пестровка Средне-Волжского края).
- 1934—1937 гг. — директор механического завода (Кузнецк Куйбышевского края/области),
- 1937—1938 гг. — первый секретарь Кузнецкого районного комитета ВКП(б) (Куйбышевская область),
- 1938 г. — заместитель председателя исполнительного комитета Куйбышевского областного Совета,
- 1938—1939 гг. — заведующий отделом руководящих партийных органов Куйбышевского областного комитета ВКП(б),
- 1939—1940 гг. — начальник Куйбышевского областного управления промышленности строительных материалов,
- 1940—1941 гг. — заместитель начальника Управления НКВД по Куйбышевской области,
- 1941—1942 гг. — секретарь Куйбышевского областного комитета ВКП(б) по строительству и промышленности строительных материалов,
- 1943—1946 гг. — заместитель председателя исполнительного комитета Куйбышевского областного Совета,
- 1946—1951 гг. — председатель Исполнительного комитета Куйбышевского городского Совета,
- 1951—1961 гг. — министр коммунального хозяйства РСФСР,

С 1961 г. до конца жизни — советник председателя Совета Министров РСФСР.
Избирался депутатом Верховного Совета РСФСР 2-5-го созывов.

## Награды и звания
Дважды награжден орденом «Знак Почёта».